# Терешкино (деревня, Торжокский район)
Терешкино  — деревня в Торжокском районе Тверской области. Входит в состав Мирновского сельского поселения.

## География
Находится в центральной части Тверской области на расстоянии приблизительно 12 км на восток-северо-восток по прямой от районного центра города Торжок.

## История
Деревня была отмечена еще на карте 1825 года. В 1859 году здесь (деревня Новоторжского уезда Тверской губернии) было учтено 34 двора, в 1924 — 39. До 2017 года входила в Клоковское сельское поселение.

## Население
Численность населения: 231 человек (1859 год), 31 (русские 94 %) в 2002 году, 27 в 2010.